# Isabel de Vilamarí y Cardona-Bellpuig
Isabel de Vilamarí y Cardona-Bellpuig, llamada en Italia Isabella Villamarino (Nápoles? 1503-Madrid, 14 de octubre de 1559), condesa de Capaccio y de Altavilla, fue por su matrimonio con Ferrante Sanseverino la última princesa de Salerno.
Hija del noble catalán Bernat II de Vilamarí, almirante del Reino de Nápoles, a la muerte de su padre, en 1512, heredó sus feudos de Capaccio y Altavilla. A los trece años, en 1516, con el consentimiento de Fernando el Católico, fue casada con Ferrante Sanseverino, príncipe de Salerno, quien a la sazón no había cumplido aún los diez años y, como su joven esposa, había quedado prematuramente huérfano. Se unían de este modo la dinastía angevina de los Sanseverino, filofranceses, y la catalano-aragonesa de los Vilamarí. Los dos niños recibieron lecciones del célebre humanista napolitano Pomponio Gaurico, quien les instruyó en las letras latinas y griegas y les inculcó el gusto por el teatro y la literatura. En su palacio napolitano, actual iglesia del Gesù Nuovo, hicieron construir un teatro y protegieron a literatos como Bernardo Tasso. Ella misma habría compuesto elegantes versos en latín, según el editor veneciano Paolo Manuzio, quien se los oyó recitar con gracia y sensibilidad. 
La llegada a Nápoles del humanista Scipione Capece, acusado de herejía, acabó enfrentando a su esposo con el virrey Pedro de Toledo. La protección que el matrimonio ofreció a Capece, quien dedicó a Isabel su poema De Principiis rerum, pudo hacerles sospechosos ante la inquisición. En 1552 su esposo tomó parte en una fracasada conjura antiespañola y se vio obligado a huir a Francia, mientras que ella, despojada de todas sus posesiones, se refugió primero con su sobrina, María de Cardona, en el castillo de Avellino, y luego en Castel Nuovo en Nápoles. Se conservan algunas de las cartas cruzadas entre los esposos, separados ya para siempre. También quedan las cartas que Isabel escribió al cardenal Girolamo Seripando y algunas de las que dirigió al emperador Carlos V, valiosas tanto desde el punto de vista filológico como del histórico y testimonial. 
Para visitar a una hermana monja, en 1555 se trasladó a España donde fue recibida con honras. En 1559 fue autorizada a retornar a Nápoles, pero la muerte la sorprendió en Madrid a poco de iniciar el viaje de regreso.